# Lonnie Walker IV
Lonnie Walker IV (Reading, 1998. december 14. –) amerikai kosárlabdázó, a EuroLeague-ben szereplő litván Basketball Club Žalgiris játékosa.
Walker Readingben született, apja egyedül nevelte. Gyerekkorában többször is szexuális zaklatás áldozata volt, aminek eredményeként kövesztette ki ikonikus hajstílusát megküzdési mechanizmusként. Már középiskolás korában kiemelkedett kortársai közül, megválasztották Pennsylvania legjobb kosárlabdázójának és All-American elismeréseket is kapott. Egyetemen a Miami Hurricanes játékosa volt, a főcsoportja egyik legjobb elsőévesének nevezték, amit követően el is hagyta az iskolát, hogy megkezdje pályafutását az NBA-ben.
A 2018-as NBA-draft első fordulójában választotta ki a San Antonio Spurs, a 18. helyen. Négy évig játszott a Spurs színeiben, a második két szezonjában tizenegy pont körül átlagolva. Ezt követően elhagyta a csapatot és leszerződtette a Los Angeles Lakers.

## Statisztika

### Egyetem
| Év        | Csapat           | JM | KM | JP/M | MG%  | 3P%  | BD%  | LP/M | GP/M | L/M | B/M | P/M  |
| --------- | ---------------- | -- | -- | ---- | ---- | ---- | ---- | ---- | ---- | --- | --- | ---- |
| 2017–2018 | Miami Hurricanes | 32 | 18 | 27,8 | .415 | .346 | .738 | 2,6  | 1,9  | 0,9 | 0,5 | 11,5 |

### NBA G-League
| Év        | Csapat       | JM | KM | JP/M | MG%  | 3P%  | BD%  | LP/M | GP/M | L/M | B/M | P/M  |
| --------- | ------------ | -- | -- | ---- | ---- | ---- | ---- | ---- | ---- | --- | --- | ---- |
| 2018–2019 | Austin Spurs | 29 | 28 | 27,5 | .439 | .358 | .811 | 2,9  | 1,7  | 1,1 | 0,3 | 16,6 |
| Karrier   | Karrier      | 29 | 28 | 27,5 | .439 | .358 | .811 | 2,9  | 1,7  | 1,1 | 0,3 | 16,6 |

### NBA

#### Alapszakasz
| Év        | Csapat             | JM  | KM | JP/M | MG%  | 3P%  | BD%  | LP/M | GP/M | L/M | B/M | P/M  |
| --------- | ------------------ | --- | -- | ---- | ---- | ---- | ---- | ---- | ---- | --- | --- | ---- |
| 2018–2019 | San Antonio Spurs  | 17  | 0  | 6,9  | .348 | .385 | .800 | 1,0  | 0,5  | 0,4 | 0,2 | 2,6  |
| 2019–2020 | San Antonio Spurs  | 61  | 12 | 16,2 | .426 | .406 | .721 | 2,3  | 1,1  | 0,5 | 0,2 | 6,4  |
| 2020–2021 | San Antonio Spurs  | 60  | 38 | 25,4 | .420 | .355 | .814 | 2,6  | 1,7  | 0,5 | 0,3 | 11,2 |
| 2021–2022 | San Antonio Spurs  | 70  | 6  | 23,0 | .407 | .314 | .784 | 2,6  | 2,2  | 0,6 | 0,3 | 12,1 |
| 2022–2023 | Los Angeles Lakers | 56  | 32 | 23,2 | .448 | .365 | .858 | 1,9  | 1,1  | 0,5 | 0,3 | 11,7 |
| 2023-2024 | Brooklyn Nets      | 58  | 0  | 17,4 | .423 | .384 | .763 | 2,2  | 1,3  | 0,6 | 0,3 | 9,7  |
| Karrier   | Karrier            | 322 | 88 | 20,3 | .422 | .356 | .795 | 2,3  | 1,5  | 0,5 | 0,3 | 9,8  |

#### Play-in
| Év      | Csapat            | JM | KM | JP/M | MG%  | 3P%  | BD%   | LP/M | GP/M | L/M | B/M | P/M  |
| ------- | ----------------- | -- | -- | ---- | ---- | ---- | ----- | ---- | ---- | --- | --- | ---- |
| 2021    | San Antonio Spurs | 1  | 1  | 17,3 | .250 | .000 | 1.000 | 5,0  | 1,0  | 1,0 | 1,0 | 8,0  |
| 2022    | San Antonio Spurs | 1  | 0  | 16,5 | .556 | .500 | —     | 1,0  | 0    | 0   | 0   | 12,0 |
| Karrier | Karrier           | 2  | 1  | 16,9 | .412 | .286 | 1.000 | 3,0  | 0,5  | 0,5 | 0,5 | 10,0 |

#### Rájátszás
| Év      | Csapat             | JM | KM | JP/M | MG%  | 3P%  | BD%  | LP/M | GP/M | L/M | B/M | P/M |
| ------- | ------------------ | -- | -- | ---- | ---- | ---- | ---- | ---- | ---- | --- | --- | --- |
| 2019    | San Antonio Spurs  | 6  | 1  | 3,5  | .375 | .300 | —    | 0,3  | 0,5  | 0,7 | 0,9 | 1,0 |
| 2023    | Los Angeles Lakers | 13 | 0  | 13,8 | .483 | .382 | .750 | 0,9  | 0,8  | 0,5 | 0,1 | 6,2 |
| Karrier | Karrier            | 19 | 1  | 10,5 | .471 | .371 | .750 | 0,7  | 0,7  | 0,4 | 0,1 | 1,0 |